# Droits de l'homme en Somalie
Les droits de l'homme en Somalie à la fin du XXe siècle et au début du XXIe siècle étaient considérés comme désastreux, mais se sont progressivement améliorés au cours des années suivantes. Les droits de l'homme sont garantis dans la Constitution fédérale, qui est adoptée en août 2012. Ils relèvent du Ministère des droits de l'homme créé en août 2013. Les autorités centrales ont simultanément inauguré une Journée nationale des droits de l'homme, approuvé une feuille de route officielle des droits de l'homme et achevé la première politique nationale sur l'égalité des sexes en Somalie.
Un groupe de travail sur les droits de l'homme est créé en février 2013 pour renforcer la protection des droits individuels. En décembre 2014, le gouvernement fédéral organise une campagne de sensibilisation du public, adopte une nouvelle loi nationale sur la protection de l'enfance en 54 points et termine la législation sur un projet de loi de la Commission des droits de l'homme. Selon l'expert indépendant des Nations unies sur les droits de l'homme en Somalie, la protection des droits de l'homme au niveau local s'est progressivement améliorée au fur et à mesure que l'institutionnalisation du gouvernement et la réforme législative ont pris racine.

## Groupe de travail sur les droits de l'homme
Début février 2013, l'ancien Premier ministre Abdi Farah Shirdon lance un groupe de travail indépendant sur les droits de l'homme afin de renforcer la protection des droits individuels. Le comité de 13 volontaires a été formé après des consultations approfondies avec des groupes de la société civile et le président du Parlement, Mohamed Osman Jawari. Présidé par l'éminente avocate des droits de l'homme Maryam Yusuf Sheikh Ali, l'une des quatre femmes du panel, le groupe de travail comprend un éducateur, un militant pour la paix, des dirigeants d'organisations de femmes somaliennes, des officiers de police de haut rang, un militant humanitaire, un chef religieux et un représentant des médias .
Il est chargé d'enquêter sur les allégations de violations des droits de l'homme et d'intimidation des journalistes. À la fin de son mandat de trois mois, le comité doit publier un rapport sur ses conclusions et les mesures recommandées. Le groupe de travail cédera finalement la place à une commission parlementaire permanente des droits de l'homme, qui aura la capacité d'enquêter sur les allégations sur une période plus longue.

## Ministère des droits de l'homme
Fin août 2013, le Premier ministre Shirdon crée le premier ministère national dédié aux droits de l'homme. Les autorités fédérales déclarent simultanément le 27 août Journée nationale des droits de l'homme en Somalie. Il approuve également une feuille de route pour les droits de l'homme, qui définit les devoirs du gouvernement et fixe des objectifs spécifiques à atteindre sur une période de deux ans.
Le 17 janvier 2014, le nouveau Premier ministre Abdiweli Cheikh Ahmed regroupe le portefeuille des droits humains avec les affaires féminines pour former le ministère des femmes et des droits humains. Il est dirigé par Khadijo Mohamed Diriye (en).

## Droits des femmes
Le 1er août 2012, une nouvelle Constitution fédérale est adoptée, qui comprend plusieurs lois relatives à l'égalité, telles que proposées par un Comité d'experts (CoE). L'article 11 de la Constitution fédérale garantit l'égalité de traitement à tous les citoyens, quel que soit leur sexe.

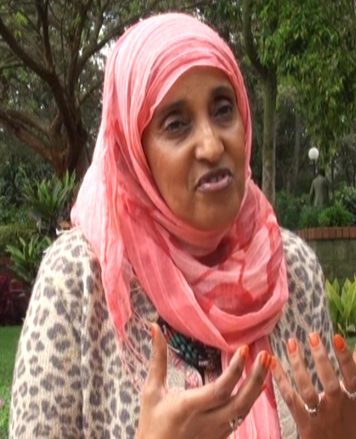
, présidente du Barnet Muslim Women's Network, s'adressant à l'ISSAT (2013).

Les femmes ont depuis obtenu une plus grande représentation dans la sphère publique. Selon l'Union interparlementaire, 30 % des sièges au Parlement fédéral somalien sont légalement réservés aux femmes. Ce quota est obtenu par la consultante parlementaire somalienne Hodan Ahmed et d'autres femmes leaders politiques. Ahmed aide également à former l'Association parlementaire des femmes somaliennes en 2009 lors du précédent Parlement fédéral de transition. En novembre 2012, le Premier ministre Shirdon nomme également deux femmes au Cabinet (en), Fowsiyo Yusuf Haji Adan en tant que première femme ministre des Affaires étrangères du pays et Maryam Qaasim en tant que ministre du Développement social.
En juin 2013, le gouvernement fédéral commence à rédiger la première politique nationale sur l'égalité des sexes du pays. Dirigée par la ministre Maryam Qassim, l'initiative est achevée en août et vise à autonomiser les femmes, à renforcer l'égalité entre les hommes et les femmes et à sauvegarder les droits des femmes .
Selon le PNUD, les types de violence les plus courants auxquels les femmes et les hommes sont confrontés en 2012 sont les agressions physiques (50 % des cas de criminalité signalés), suivies des atteintes aux biens (32 %). Le taux global de violence sexuelle rapporté est faible, avec un taux de prévalence à l'échelle nationale allant de 2 % à 13 %. Le PNUD suggère que cela est peut-être attribuable à la réticence des jeunes femmes à signaler de tels cas en raison de stigmates culturels et sociaux bien ancrés, bien que les jeunes hommes soient plus enclins à signaler les crimes en général.
La plupart des agressions sexuelles se produisent dans le contexte de l'insurrection dans le sud de la Somalie. Au cours du premier trimestre de 2013, Amnesty International signale que 56,7 % des victimes à Mogadiscio sont des personnes déplacées à l'intérieur du pays. Selon Human Rights Watch, le gouvernement élabore en 2013 des plans complets de réforme de la justice et de la sécurité, mais n'a pas encore donné suite à ces engagements. Au moins deux femmes qui ont signalé des viols ont également été poursuivies pour prévarication, mais ont ensuite été libérées à la suite d'appels,.

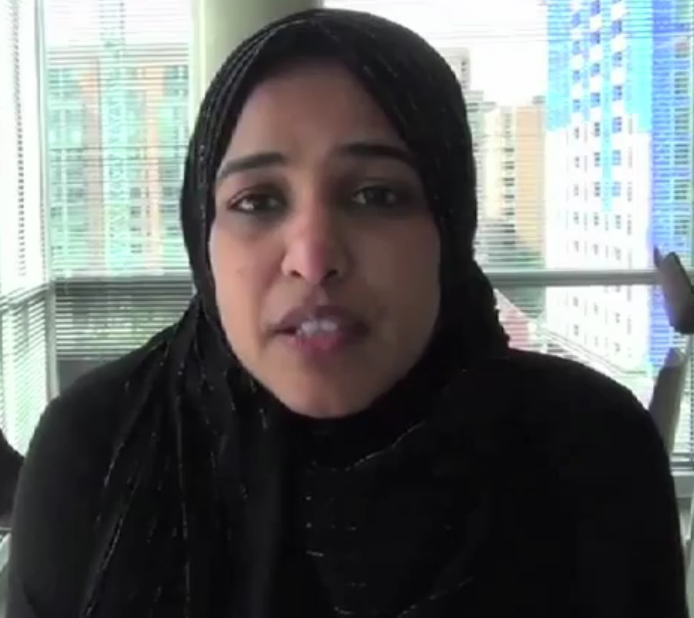
La Conseillère parlementaire.

Pour remédier à ce problème, les autorités centrales étaient, en décembre 2013, en train de créer une unité spéciale chargée d'enquêter sur la violence sexiste et de la combattre, ainsi que de construire une clinique réservée aux victimes d'agressions sexuelles. Les forces judiciaires, de sécurité et de police nationales reçoivent toutes simultanément une formation spécialisée en matière d'égalité des sexes dans le cadre de l'effort de réforme plus large. En juin 2014, le gouvernement somalien lance également un plan d'action national contre la violence sexuelle en collaboration avec des groupes locaux de la société civile. Dans le cadre de cette initiative, le Ministère des femmes et des droits humains organise en décembre 2014 une campagne de sensibilisation du public dans la capitale sur l'importance des droits humains et sur la manière dont les citoyens peuvent assurer leur protection. Il achève également la législation sur un nouveau projet de loi sur la Commission des droits de l'homme.
Selon une estimation de l'Organisation mondiale de la santé de 2005, environ 97,9 % des femmes et des filles somaliennes ont subi des mutilations génitales féminines, une coutume prénuptiale principalement endémique en Afrique du Nord-Est et dans certaines parties du Proche-Orient,. Encouragé par les femmes de la communauté, elle vise principalement à dissuader la promiscuité et à offrir une protection contre les agressions. En 2013, l'UNICEF, en collaboration avec les autorités somaliennes, signale que le taux de prévalence chez les filles de 1 à 14 ans dans les régions autonomes du nord du Puntland et du Somaliland est tombé à 25 % à la suite d'une campagne de sensibilisation sociale et religieuse. L'article 15 de la Constitution fédérale interdit également officiellement cette pratique.
Parmi les éminentes militantes des droits de l'homme figurent Hanan Ibrahim (en), membre du Comité constitutionnel d'experts, qui est présidente du Barnet Muslim Women's Network ; Hawa Aden Mohamed, présidente du Centre d'éducation de Galkayo pour la paix et le développement ; et Fartuun Adan et sa fille Ilwad Elman, fondatrices du Centre Elman pour la paix et les droits de l'homme (en), basé à Mogadiscio.

## Droits des enfants
L'article 29 de la constitution nationale de la Somalie définit un enfant comme toute personne âgée de moins de 18 ans et stipule que "tout enfant a le droit d'être protégé contre les mauvais traitements, la négligence, les abus ou la dégradation".

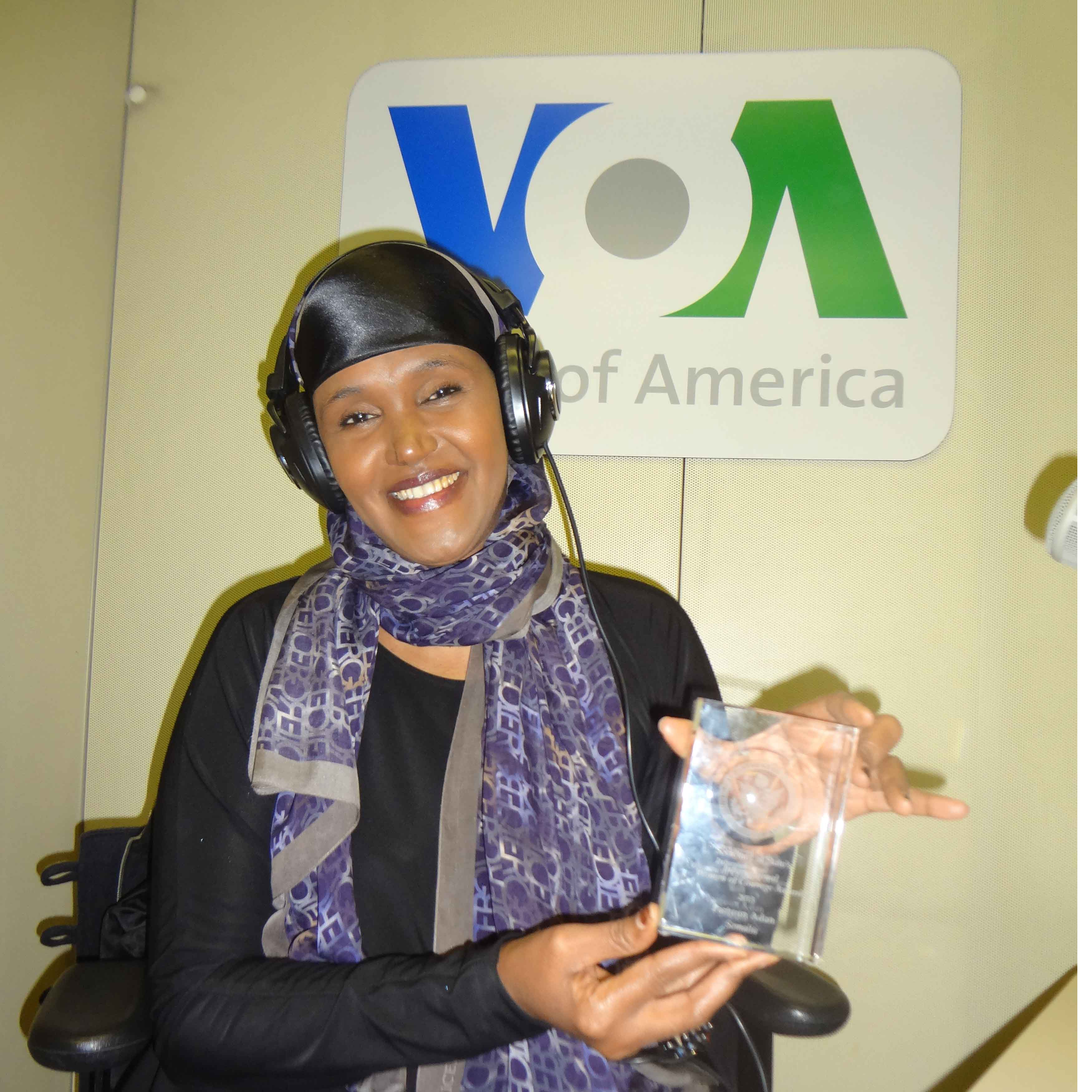
Fartuun Adan, directrice exécutive du Centre Elman pour la paix et les droits de l' homme.

Selon l'UNICEF, 82% des enfants somaliens en 2006 ont déclaré se sentir en sécurité dans leur quartier pendant la journée. 13% se sentaient plutôt en sécurité, 4% ont indiqué qu'ils ne savaient pas/que cela dépendait, tandis que 0% ont déclaré ne pas se sentir en sécurité. En ce qui concerne la sécurité nocturne, 53 % des enfants ont déclaré se sentir en sécurité dans leur quartier, 25 % se sentant plutôt en sécurité, 4 % indiquant qu'ils se sentaient plutôt en danger, 1 % indiquant qu'ils se sentaient très en danger, tandis que 16 % ont déclaré qu'ils ne savaient pas/que cela dépendait .
En ce qui concerne les cas de violence au sein de la famille/des amis et à l'encontre des enfants, 72% des enfants vivant en milieu urbain n'ont signalé aucun incident de ce type, tandis que 20% ont répondu par l'affirmative. 90% des enfants ont indiqué qu'ils n'étaient pas eux-mêmes victimes de violence, tandis que 10% ont déclaré qu'ils l'étaient. Parmi les types de violence subis par la famille/les amis et par les enfants, la majorité consistait en vols (37%), suivis d'agressions (28%), de viols (19%), de meurtres de membres de la famille (11%), d'agressions verbales (11%), de génocides/guerres (8%), d'enlèvements (6%), de coups graves (4%), de querelles (3%) et d'incertitudes (2%) .
En ce qui concerne le degré de confiance qu'ils accordent aux différents groupes sociaux, les enfants ont indiqué qu'ils faisaient le plus confiance à leur mère (85% totalement ; 7% tout à fait) et à leur père (71% totalement ; 15% tout à fait). Ils ont également affirmé qu'ils faisaient le moins confiance à la police (3% pas du tout ; 7% pas du tout) et aux médias (3% pas du tout ; 5% pas du tout). En outre, la majorité des enfants ont déclaré connaître leurs droits (78%), notamment le droit à l'éducation (72%), le droit de ne pas être blessé ou maltraité (63%), le droit à l'éducation (63%) et le droit à l'éducation (63%) et le droit à la santé (62 %) étant les plus largement reconnus.
En ce qui concerne le degré de respect des différents droits en Somalie, la plupart des enfants ont le sentiment que leurs principaux droits sont respectés, y compris le droit à l'éducation (58 % tout à fait ; 19 % plutôt ; 3 % pas tout à fait ; 1 % pas du tout ; 11 % ne sait pas ; 7 % pas de réponse), droit de ne pas être maltraité (46 % tout à fait ; 24 % tout à fait ; 4 % pas tout à fait ; 5 % pas du tout ; 14 % ne sait pas ; 8 % pas de réponse), et droit à la santé (52 % tout à fait ; 22 % tout à fait ; 3 % pas tout à fait ; 3 % pas du tout ; 12 % ne sait pas ; 7 % pas de réponse). En ce qui concerne leur état général de bonheur, 86 % des enfants ont déclaré se sentir heureux, 10 % n'étaient ni heureux ni malheureux et 3 % étaient malheureux. Une majorité d'enfants ont également indiqué que la qualité de leur relation avec leurs parents était très bonne (72 %), suivie de bonne (17 %).
En termes de proportion d'enfants travaillant pour de l'argent, 93 % ont déclaré ne pas travailler. 6 % ont indiqué exercer un emploi régulier à temps partiel, 6 % ont déclaré exercer un emploi occasionnel ou à temps partiel et 4 % ont affirmé exercer un emploi à temps plein. 64% des enfants ont déclaré ne pas être engagés dans un travail non rémunéré, 20% ont indiqué qu'ils exerçaient un travail régulier à temps partiel non rémunéré, 15% ont déclaré qu'ils exerçaient un travail occasionnel à temps partiel non rémunéré et 0% ont indiqué qu'ils exerçaient un travail non rémunéré à temps plein.
En mars 2014, le Premier ministre Abdiweli Sheikh Ahmed ratifie trois conventions fondamentales de l'Organisation internationale du travail au nom de la République fédérale de Somalie, notamment la Convention sur les pires formes de travail des enfants. En décembre 2014, le Parlement fédéral adopte également une nouvelle loi nationale sur la protection de l'enfance en 54 points, qui a été formulée par le Ministère des affaires féminines et des droits de l'homme. En outre, la législature ratifie simultanément la Convention des Nations unies relative aux droits de l'enfant. Le président Hassan Sheikh Mohamoud signe ensuite le traité en janvier 2015, faisant de la Somalie le 195e État partie à ratifier la Convention mondiale.

## Droits des minorités ethniques
L'article 11 de la Constitution nationale stipule que l'État ne doit discriminer aucun individu sur la base de sa race, de sa couleur, de sa tribu ou de son appartenance ethnique.
Les clans Gabboye, qui comprennent les peu nombreux Madhiban (en), Yibir (en) et Tumaal (collectivement appelés sab) et le clan Wardei, ont obtenu au fil des ans peu de représentation politique en Somalie. Leur statut social général s'est amélioré en conséquence avec l'expansion des centres urbains. Cependant, en raison de leurs origines étrangères et non somaliennes, les personnes appartenant aux groupes ethniques minoritaires bantous et wardei sont encore souvent confrontées à la marginalisation sociétale.
En 2013, le gouvernement fédéral annoncé qu'il établira sa Direction générale des droits de l'homme et des minorités et de l'État de droit au sein du Cabinet du Premier ministre. Par l'intermédiaire du ministère de l'intérieur et des affaires fédérales, elle a également créé une nouvelle agence nationale pour les réfugiés et les personnes déplacées à l'intérieur du pays, qui est chargée de la législation, des initiatives de réponse, de la sensibilisation et de la mise en œuvre en ce qui concerne les citoyens qui rentrent chez eux et ceux qui sont déplacés à l'intérieur du pays.

## Classements Freedom House
Le tableau suivant montre les notes de la Somalie depuis 1972 sur l'indice annuel Freedom in the World de Freedom House. Une note de 1 correspond à « libre », 7 à « non libre ».
| \| Année \| Droits politiques \| Libertés civiles \| Statut \| Président \| \| 1972 \| 7 \| 6 \| Non libre \| Mohamed Siad Barre \| \| 1973 \| 7 \| 6 \| Non libre \| Mohamed Siad Barre \| \| 1974 \| 7 \| 6 \| Non libre \| Mohamed Siad Barre \| \| 1975 \| 7 \| 6 \| Non libre \| Mohamed Siad Barre \| \| 1976 \| 7 \| 7 \| Non libre \| Mohamed Siad Barre \| \| 1977 \| 7 \| 7 \| Non libre \| Mohamed Siad Barre \| \| 1978 \| 7 \| 7 \| Non libre \| Mohamed Siad Barre \| \| 1979 \| 7 \| 7 \| Non libre \| Mohamed Siad Barre \| \| 1980 \| 7 \| 7 \| Non libre \| Mohamed Siad Barre \| \| 1981 \| 7 \| 7 \| Non libre \| Mohamed Siad Barre \| \| 1982[38] \| 7 \| 7 \| Non libre \| Mohamed Siad Barre \| \| 1983 \| 7 \| 7 \| Non libre \| Mohamed Siad Barre \| \| 1984 \| 7 \| 7 \| Non libre \| Mohamed Siad Barre \| \| 1985 \| 7 \| 7 \| Non libre \| Mohamed Siad Barre \| \| 1986 \| 7 \| 7 \| Non libre \| Mohamed Siad Barre \| \| 1987 \| 7 \| 7 \| Non libre \| Mohamed Siad Barre \| \| 1988 \| 7 \| 7 \| Non libre \| Mohamed Siad Barre \| \| 1989 \| 7 \| 7 \| Non libre \| Mohamed Siad Barre \| \| 1990 \| 7 \| 7 \| Non libre \| Mohamed Siad Barre \| \| 1991 \| 7 \| 7 \| Non libre \| Mohamed Siad Barre \| \| 1992 \| 7 \| 7 \| Non libre \| Ali Mahdi Muhammad \| \| 1993 \| 7 \| 7 \| Non libre \| Ali Mahdi Muhammad \| \| 1994 \| 7 \| 7 \| Non libre \| Ali Mahdi Muhammad \| \| 1995 \| 7 \| 7 \| Non libre \| Ali Mahdi Muhammad \| \| 1996 \| 7 \| 7 \| Non libre \| Ali Mahdi Muhammad \| \| 1997 \| 7 \| 7 \| Non libre \| Ali Mahdi Muhammad \| \| 1998 \| 7 \| 7 \| Non libre \| - \| \| 1999 \| 7 \| 7 \| Non libre \| - \| \| 2000 \| 6 \| 7 \| Non libre \| - \| \| 2001 \| 6 \| 7 \| Non libre \| Abdiqasim Salad Hassan \| \| 2002 \| 6 \| 7 \| Non libre \| Abdiqasim Salad Hassan \| \| 2003 \| 6 \| 7 \| Non libre \| Abdiqasim Salad Hassan \| \| 2004 \| 6 \| 7 \| Non libre \| Abdiqasim Salad Hassan \| \| 2005 \| 6 \| 7 \| Non libre \| Abdullahi Yusuf Ahmed \| \| 2006 \| 7 \| 7 \| Non libre \| Abdullahi Yusuf Ahmed \| \| 2007 \| 7 \| 7 \| Non libre \| Abdullahi Yusuf Ahmed \| \| 2008 \| 7 \| 7 \| Non libre \| Abdullahi Yusuf Ahmed \| \| 2009 \| 7 \| 7 \| Non libre \| Adan Mohamed Nuur Madobe \| \| 2010 \| 7 \| 7 \| Non libre \| Sharif Sheikh Ahmed \| \| 2011 \| 7 \| 7 \| Non libre \| Sharif Sheikh Ahmed \| \| 2012[39] \| 7 \| 7 \| Non libre \| Sharif Sheikh Ahmed \| \| 2013[40] \| 7 \| 7 \| Non libre \| Hassan Sheikh Mohamud \| \| 2014[41] \| 7 \| 7 \| Non libre \| Hassan Sheikh Mohamud \| |                   |                  |           |                          |
| Année | Droits politiques | Libertés civiles | Statut    | Président                |
| 1972 | 7                 | 6                | Non libre | Mohamed Siad Barre       |
| 1973 | 7                 | 6                | Non libre | Mohamed Siad Barre       |
| 1974 | 7                 | 6                | Non libre | Mohamed Siad Barre       |
| 1975 | 7                 | 6                | Non libre | Mohamed Siad Barre       |
| 1976 | 7                 | 7                | Non libre | Mohamed Siad Barre       |
| 1977 | 7                 | 7                | Non libre | Mohamed Siad Barre       |
| 1978 | 7                 | 7                | Non libre | Mohamed Siad Barre       |
| 1979 | 7                 | 7                | Non libre | Mohamed Siad Barre       |
| 1980 | 7                 | 7                | Non libre | Mohamed Siad Barre       |
| 1981 | 7                 | 7                | Non libre | Mohamed Siad Barre       |
| 1982 | 7                 | 7                | Non libre | Mohamed Siad Barre       |
| 1983 | 7                 | 7                | Non libre | Mohamed Siad Barre       |
| 1984 | 7                 | 7                | Non libre | Mohamed Siad Barre       |
| 1985 | 7                 | 7                | Non libre | Mohamed Siad Barre       |
| 1986 | 7                 | 7                | Non libre | Mohamed Siad Barre       |
| 1987 | 7                 | 7                | Non libre | Mohamed Siad Barre       |
| 1988 | 7                 | 7                | Non libre | Mohamed Siad Barre       |
| 1989 | 7                 | 7                | Non libre | Mohamed Siad Barre       |
| 1990 | 7                 | 7                | Non libre | Mohamed Siad Barre       |
| 1991 | 7                 | 7                | Non libre | Mohamed Siad Barre       |
| 1992 | 7                 | 7                | Non libre | Ali Mahdi Muhammad       |
| 1993 | 7                 | 7                | Non libre | Ali Mahdi Muhammad       |
| 1994 | 7                 | 7                | Non libre | Ali Mahdi Muhammad       |
| 1995 | 7                 | 7                | Non libre | Ali Mahdi Muhammad       |
| 1996 | 7                 | 7                | Non libre | Ali Mahdi Muhammad       |
| 1997 | 7                 | 7                | Non libre | Ali Mahdi Muhammad       |
| 1998 | 7                 | 7                | Non libre | -                        |
| 1999 | 7                 | 7                | Non libre | -                        |
| 2000 | 6                 | 7                | Non libre | -                        |
| 2001 | 6                 | 7                | Non libre | Abdiqasim Salad Hassan   |
| 2002 | 6                 | 7                | Non libre | Abdiqasim Salad Hassan   |
| 2003 | 6                 | 7                | Non libre | Abdiqasim Salad Hassan   |
| 2004 | 6                 | 7                | Non libre | Abdiqasim Salad Hassan   |
| 2005 | 6                 | 7                | Non libre | Abdullahi Yusuf Ahmed    |
| 2006 | 7                 | 7                | Non libre | Abdullahi Yusuf Ahmed    |
| 2007 | 7                 | 7                | Non libre | Abdullahi Yusuf Ahmed    |
| 2008 | 7                 | 7                | Non libre | Abdullahi Yusuf Ahmed    |
| 2009 | 7                 | 7                | Non libre | Adan Mohamed Nuur Madobe |
| 2010 | 7                 | 7                | Non libre | Sharif Sheikh Ahmed      |
| 2011 | 7                 | 7                | Non libre | Sharif Sheikh Ahmed      |
| 2012 | 7                 | 7                | Non libre | Sharif Sheikh Ahmed      |
| 2013 | 7                 | 7                | Non libre | Hassan Sheikh Mohamud    |
| 2014 | 7                 | 7                | Non libre | Hassan Sheikh Mohamud    |

## Traités internationaux
Les traités internationaux relatifs aux droits humains que la Somalie a signés ou ratifiés comprennent :
| \| Traité \| Organisation \| Introduit \| Signé \| Ratifié \| \| Convention pour la prévention et la répression du crime de génocide[42] \| Nations unies \| 1948 \| - \| - \| \| Convention internationale sur l'élimination de toutes les formes de discrimination raciale[43] \| Nations unies \| 1966 \| - \| 1971 \| \| Pacte international relatif aux droits économiques, sociaux et culturels[44] \| Nations unies \| 1966 \| 1967 \| 1975 \| \| Pacte international relatif aux droits civils et politiques[45] \| Nations unies \| 1966 \| - \| 1990 \| \| Premier protocole facultatif au Pacte international relatif aux droits civils et politiques[46] \| Nations unies \| 1966 \| - \| 1990 \| \| Convention sur l'imprescriptibilité des crimes de guerre et des crimes contre l'humanité[47] \| Nations unies \| 1968 \| - \| - \| \| Crime d'apartheid[48] \| Nations unies \| 1973 \| 1974 \| 1975 \| \| Convention sur l'élimination de toutes les formes de discrimination à l'égard des femmes[49] \| Nations unies \| 1979 \| - \| - \| \| Convention contre la torture et autres peines ou traitements cruels, inhumains ou dégradants[50] \| Nations unies \| 1984 \| - \| 1990 \| \| Convention relative aux droits de l'enfant[51] \| Nations unies \| 1989 \| 2002 \| 2015 \| \| Deuxième protocole facultatif se rapportant au Pacte international relatif aux droits civils et politiques, visant à abolir la peine de mort[52] \| Nations unies \| 1989 \| - \| - \| \| Convention internationale sur la protection des droits de tous les travailleurs migrants et des membres de leur famille[53] \| Nations unies \| 1990 \| - \| - \| \| Protocole facultatif à la Convention sur l'élimination de toutes les formes de discrimination à l'égard des femmes[54] \| Nations unies \| 1999 \| - \| - \| \| Protocole facultatif à la Convention relative aux droits de l'enfant concernant l'implication d'enfants dans les conflits armés[55] \| Nations unies \| 2000 \| 2005 \| - \| \| Protocole facultatif sur la vente d'enfants, la prostitution des enfants et la pornographie mettant en scène des enfants[56] \| Nations unies \| 2000 \| - \| - \| \| Convention relative aux droits des personnes handicapées[57] \| Nations unies \| 2006 \| - \| - \| \| Protocole facultatif à la Convention relative aux droits des personnes handicapées[58] \| Nations unies \| 2006 \| - \| - \| \| Convention internationale pour la protection de toutes les personnes contre les disparitions forcées[59] \| Nations unies \| 2006 \| - \| - \| \| Protocole facultatif au Pacte international relatif aux droits économiques, sociaux et culturels[60] \| Nations unies \| 2008 \| - \| - \| \| Protocole facultatif à la Convention relative aux droits de l'enfant sur une procédure de communication[61] \| Nations unies \| 2011 \| - \| - \| |               |           |       |         |
| Traité | Organisation  | Introduit | Signé | Ratifié |
| Convention pour la prévention et la répression du crime de génocide | Nations unies | 1948      | -     | -       |
| Convention internationale sur l'élimination de toutes les formes de discrimination raciale | Nations unies | 1966      | -     | 1971    |
| Pacte international relatif aux droits économiques, sociaux et culturels | Nations unies | 1966      | 1967  | 1975    |
| Pacte international relatif aux droits civils et politiques | Nations unies | 1966      | -     | 1990    |
| Premier protocole facultatif au Pacte international relatif aux droits civils et politiques | Nations unies | 1966      | -     | 1990    |
| Convention sur l'imprescriptibilité des crimes de guerre et des crimes contre l'humanité | Nations unies | 1968      | -     | -       |
| Crime d'apartheid | Nations unies | 1973      | 1974  | 1975    |
| Convention sur l'élimination de toutes les formes de discrimination à l'égard des femmes | Nations unies | 1979      | -     | -       |
| Convention contre la torture et autres peines ou traitements cruels, inhumains ou dégradants | Nations unies | 1984      | -     | 1990    |
| Convention relative aux droits de l'enfant | Nations unies | 1989      | 2002  | 2015    |
| Deuxième protocole facultatif se rapportant au Pacte international relatif aux droits civils et politiques, visant à abolir la peine de mort | Nations unies | 1989      | -     | -       |
| Convention internationale sur la protection des droits de tous les travailleurs migrants et des membres de leur famille | Nations unies | 1990      | -     | -       |
| Protocole facultatif à la Convention sur l'élimination de toutes les formes de discrimination à l'égard des femmes | Nations unies | 1999      | -     | -       |
| Protocole facultatif à la Convention relative aux droits de l'enfant concernant l'implication d'enfants dans les conflits armés | Nations unies | 2000      | 2005  | -       |
| Protocole facultatif sur la vente d'enfants, la prostitution des enfants et la pornographie mettant en scène des enfants | Nations unies | 2000      | -     | -       |
| Convention relative aux droits des personnes handicapées | Nations unies | 2006      | -     | -       |
| Protocole facultatif à la Convention relative aux droits des personnes handicapées | Nations unies | 2006      | -     | -       |
| Convention internationale pour la protection de toutes les personnes contre les disparitions forcées | Nations unies | 2006      | -     | -       |
| Protocole facultatif au Pacte international relatif aux droits économiques, sociaux et culturels | Nations unies | 2008      | -     | -       |
| Protocole facultatif à la Convention relative aux droits de l'enfant sur une procédure de communication | Nations unies | 2011      | -     | -       |